# Pierre Bondouy
Pas d'image ? Cliquez ici

a Compétitions nationales et continentales officielles uniquement.

b Matchs officiels uniquement.
Pierre Bondouy (né le 30 juillet 1970 à Villefranche-de-Lauragais) est un joueur français de rugby à XV.

## Biographie
Pierre Bondouy a joué avec l'équipe de France entre le 15 mars 1997 (tournoi face à l'Écosse) et le 28 mai 2000 (test contre la Roumanie), évoluant aux postes d'arrière, d'ailier ou de centre (1,82 m pour 72 kg).
Avec Toulouse, il a marqué 12 essais en Coupe d'Europe. En 2001-2002 il a disputé le Challenge européen avec Montauban.
Bondouy a disputé 82 matchs de championnat sous le maillot de Montauban. Retraité à la fin de la saison 2003-2004 (descente du club en Pro D2), il a repris du service en 2005-06 pour pallier les blessures de plusieurs joueurs lors du match Dax-Montauban.
En 1994, 1995 et 1999, il fut international Barbarians, 7 sélections : 
En juin 1994, il participe à la tournée des Barbarians français en Australie. Le 26 juin 1994, il joue contre l'Université de Sydney en Australie. Les Baa-Baas s'imposent 36 à 62. Le 29 juin 1994, il joue contre les Barbarians Australiens au Sydney Cricket Ground. Les Baa-Baas français s'imposent 29 à 20.
Le 6 septembre 1994, il joue avec les Barbarians français contre les Barbarians au Stade Charlety à Paris. Les Baa-Baas s'imposent 35 à 18. Le 1er novembre 1995, il est de nouveau invité avec les Barbarians français pour jouer contre la Nouvelle-Zélande à Toulon. Les Baa-Baas s'inclinent 19 à 34.
Le 11 novembre 1998, il joue avec les Baa-Baas contre l'Argentine à Bourgoin-Jallieu. Les Baa-Baas s'imposent 38 à 30.
En juin 1999, il participe à la tournée des Barbarians français en Argentine. Il est titulaire contre le Buenos Aires Rugby Club à San Isidro. Les Baa-Baas s'imposent 52 à 17. Puis, il est titulaire contre les Barbarians Sud-Américains à La Plata. Les Baa-Baas français s'imposent 45 à 28.

## Carrière

### Clubs successifs
- Football club villefranchois
- Stade toulousain
- RC Narbonne
- Stade toulousain
- US Montauban
- Entente de la vallée du Girou XV (entraîneur en 2009-2010)

### Équipe de France
Il a disputé son premier test match le 15 mars 1997, contre l'équipe d'Écosse, et son dernier test match fut contre l'équipe de Roumanie, le 20 mai 2000.
Il a effectué un remplacement pendant un match du Grand Chelem de la France en 1997.

## Statistiques

### Tournoi des Cinq Nations
| Édition           | Rang | Résultats France | Résultats Bondouy | Matchs Bondouy |
| ----------------- | ---- | ---------------- | ----------------- | -------------- |
| Cinq Nations 1997 | 1    | 4 v, 0 n, 0 d    | 1 v, 0 n, 0 d     | 1/4            |

Légende : v = victoire ; n = match nul ; d = défaite ; la ligne est en gras quand il y a Grand Chelem.

## Palmarès

### En club
Avec le Stade toulousain
- Championnat de France de première division :
  - Champion (1) : 1999
  - Vice-champion (1) : 1991
- Coupe de France :
  - Vainqueur (1) : 1998

### En équipe nationale
- Sélections en équipe nationale : 5
- Sélections par année : 4 en 1997, 1 en 2000
- Tournois des Cinq Nations disputé : 1997
- Grand Chelem de la France en 1997